# Cantonul Réquista
Cantonul Réquista este un canton din arondismentul Rodez, departamentul Aveyron, regiunea Midi-Pyrénées, Franța.

## Comune
- Connac
- Durenque
- Lédergues
- Réquista (reședință)
- Rullac-Saint-Cirq
- Saint-Jean-Delnous